# Pedro Margalho
Pedro Margalho (Elvas, 1474 – Évora, 1556) foi um  filósofo, cosmógrafo, teólogo e jurista português.
Entre 1490 e 1510 estudou em Paris onde alcançou os títulos de mestre em Artes e de doutor em Teologia. No ano de finalização dos seus estudos já se encontrava a leccionar em Valladolid, onde permaneceu até 1517, partindo depois para Salamanca (1517-1529).
Em 1524 foi nomeado juiz por D. João III em substituição de Bernardo Pires na conferência de Badajoz onde se determinava a demarcação e posse das Molucas, depois da viagem de Fernão de Magalhães.
Em 1525, obteve a cadeira de Filosofia Moral em Salamanca e, em 1527, encontrava-se em Valladolid para examinar algumas posições de Erasmo. Ainda neste ano esteve em Portugal encarregue pelo rei de algumas diligências, nomeadamente a de obter bolsas para estudantes em Paris.
No ano seguinte, regressa às suas aulas a Salamanca mas instala-se definitivamente em Portugal a partir de 1529 com as funções de preceptor do Cardeal D. Afonso, a convite de D. João III. Em 1530 foi vice-reitor na Universidade de Lisboa. A partir de 1533 instala-se em Évora onde foi cónego da sé.
São de sua autoria algumas obras: textos respeitantes à doutrina de São Tomás de Aquino, de Escoto e dos nominalistas; um livro de física onde expõe dados geográficos novos, colhidos durante as viagens de descobrimento, e uma orientação em estudos teológicos para um grupo de estudantes, entre os quais figurava D. António, Prior do Crato.